# Kaufenschleife
Eine Kaufenschleife (auch: Kaufen-Schleife) war eine aus einem ringförmig zusammengeklebten Lochstreifen bestehende Endlosschleife. Sie wurde etwa von 1920 bis 1990 im deutschsprachigen Raum zur Überprüfung der Funktionsfähigkeit von Fernschreibverbindungen benutzt.
Hierzu diente der Satz: „KAUFEN SIE JEDE WOCHE VIER GUTE BEQUEME PELZE XY 1234567890“.

## Hintergrund
Dieser Satz enthält neben den zehn Ziffern (0–9) genau 40 Buchstaben. Das Besondere ist, dass hier alle 26 Buchstaben des lateinischen Alphabets (A–Z) auftreten, die meisten davon nur ein Mal (1×). Ausnahmen sind das E (12×), das I (2×) und das U (3×).
Dieser relativ kurze und leicht zu merkende Satz ist somit zum Test der korrekten Übermittlung für sämtliche Buchstaben und Ziffern geeignet, die im Baudot-Code für Fernschreibstrecken verwendet werden beziehungsweise wurden. Man könnte zur Prüfung zwar auch alle 26 Buchstaben hintereinander senden, die Erfahrung zeigt jedoch, dass das menschliche Auge einen „sinnvollen“ Satz schneller und zuverlässiger auf Übertragungsfehler überprüfen kann als eine „sinnlose“ Buchstabenfolge.
Sätze dieser Art werden als Pangramme bezeichnet (von altgriechisch πᾶν γράμμα pān grámma, deutsch ‚jeder Buchstabe‘). Ein bekanntes englischsprachiges Pendant ist der Satz: „THE QUICK BROWN FOX JUMPS OVER THE LAZY DOG“, der mit nur 35 Buchstaben auskommt.

## Geschichte

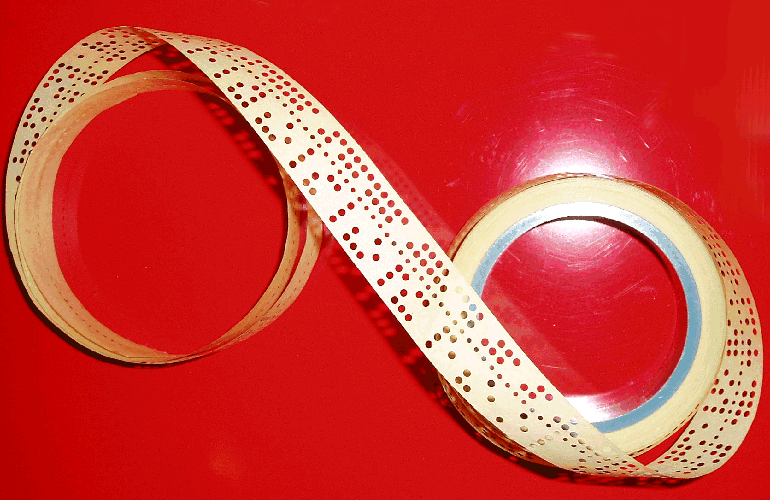
5-Kanal-Lochstreifen mit bis zu fünf Löchern in jeder Spalte für Datenbits

Im Fernschreibbetrieb der Wehrmacht (1935–1945) gab es eine besondere Q-Gruppe, nämlich QEX, mit der die Gegenstelle aufgefordert werden konnte: „Geben Sie Kaufenschleife!“.
Während der erste Wortteil „Kaufen“ offenbar nach dem Anfangswort des Prüfsatzes benannt ist, erklärt sich der zweite Teil „Schleife“ dadurch, dass zum automatisierten Senden des Satzes dieser auf einen Lochstreifen (Bild) einmal oder mehrfach hintereinander gestanzt wurde. Anschließend wurden die beiden Enden des Streifens zusammengeklebt, so dass ein geschlossener Ring wie ein „endloses Band“ entstand (ähnlich wie bei einer Endloskassette). Diese Papierschleife wurde in den Lochstreifenleser gegeben, der sie endlos abtastete und so in einer „Schleife“ den Text der Kaufenschleife sendete (siehe auch unter Weblinks: Video, das den fünfminütigen Empfang einer Kaufenschleife zeigt).
In der DDR in den 1970er-Jahren war es im Fernschreibnetz der Deutschen Reichsbahn möglich, zur Überprüfung des eigenen Fernschreibers einen Zentralprüfsender (über die Telex-Rufnummer 96) anzurufen. Dieser sendete dann die Kaufenschleife zurück, und zwar unverzerrt sowie mit 10 %, 20 % und 30 % Verzerrung. Falls auch der mit 30 % Verzerrung gesendete Text noch einwandfrei empfangen wurde, konnte man sicher sein, dass der eigene Fernschreiber korrekt eingestellt war.

## Kodierung

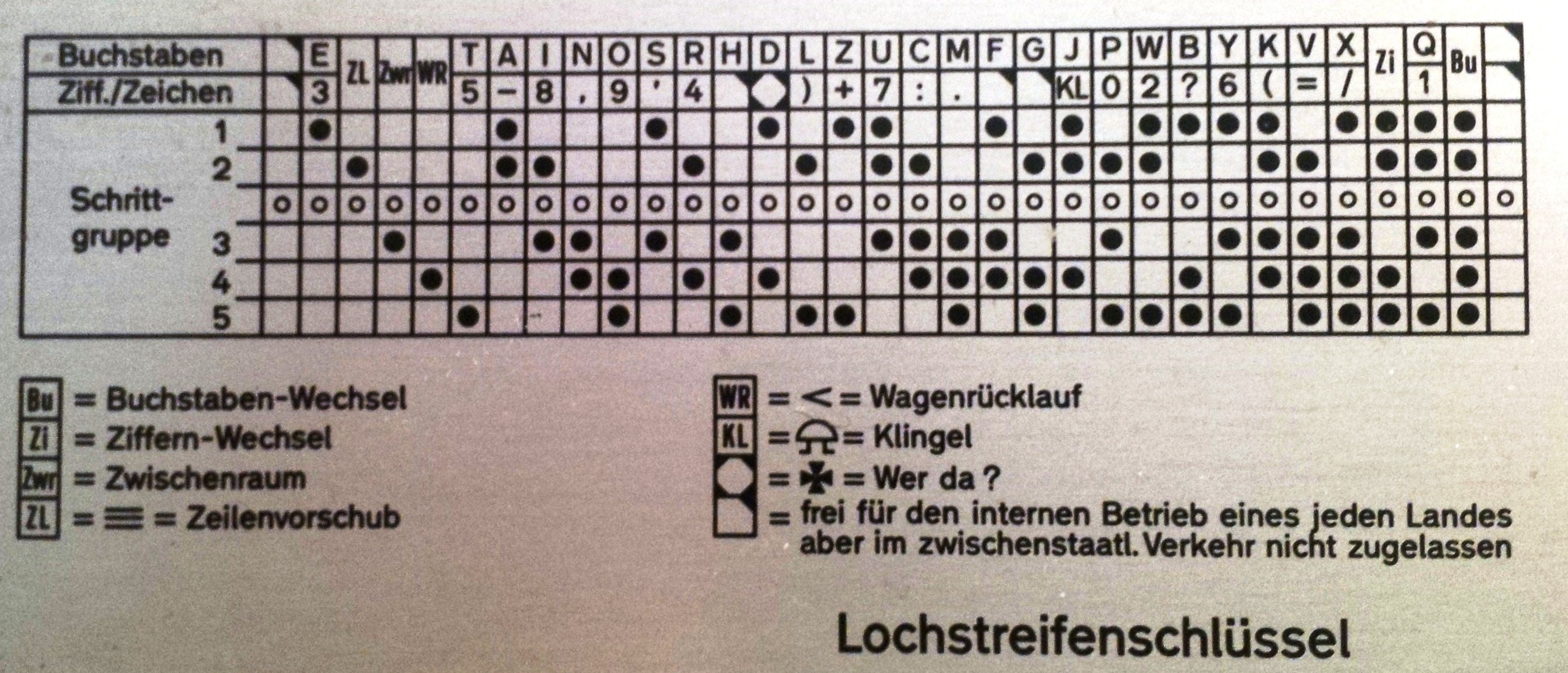
Tabelle zur Kodierung des Baudot-Murray-Kodes

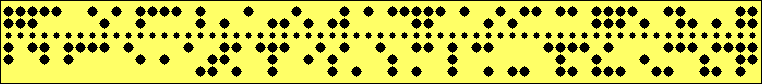
5-Kanal-Lochstreifen mit dem Text der Kaufenschleife plus einem zusätzlichen K am Ende (dieses K müsste zur Bildung der Schleife überlappend mit dem ersten K zusammengeklebt werden)

Zwar hängt weder das Prinzip der Kaufenschleife noch ihre praktische Verwendung von Art oder gar von Details der Kodierung ab, und auch nicht von der Anzahl der dabei verwendeten Bits, dennoch soll hier die Umsetzung anhand eines 5‑Kanal-Lochstreifens illustriert werden: Mit fünf Bits lassen sich 25, also 32 Zeichen darstellen. Dies reicht für 26 Buchstaben (ohne Umlaute) plus zehn Ziffern nicht aus. Daher gibt es zwei spezielle Steuerzeichen zum Wechsel zwischen:
1. Buchstaben (A–Z) mithilfe des Steuerzeichens „Bu“ (im binären Lochcode 11111) und
2. Ziffern (0–9) mithilfe des Steuerzeichens „Zi“ (binär 11011), wobei dieser zweite Zeichensatz zusätzlich einige Satz- und Sonderzeichen enthält (Tabelle).

Die Satz- und Sonderzeichen sind für die Kaufenschleife jedoch ohne Belang und werden nicht mit ihrer Hilfe überprüft. Der im Bild dargestellte Lochstreifen enthält die genannten beiden Steuerzeichen jeweils ein Mal, und zwar „Zi“ vor der ersten Ziffer und „Bu“ unmittelbar vor dem K am Ende.